# Онасандр
Онасандр (др.-греч. Ὀνήσανδρος, Onesandros — Ὀνόσανδρος, 1 год — ?) — греческий философ. Автор комментария к «Государству» Платона. Он известен тем, что в 49 году опубликовал посвящённую Квинту Веранию книгу под названием «Strategikos». Это было главным авторитетом для военных сочинений императоров Маврикия и Льва VI, а также Морица Саксонского, который консультировался с ним во французском переводе и выразил высокое мнение о нем.
«Strategikos» Онасандра является одним из наиболее важных трактатов по древним военным вопросам и предоставляет информацию, обычно не имеющуюся в других древних работах по греческой военной тактике, особенно в отношении использования легкой пехоты в бою.